# 八酸化三ウラン
八酸化三ウラン（はちさんかさんウラン、英: triuranium octoxide）は、化学式が U3O8 と表されるウランの酸化物である。外見はオリーブのような緑色から黒色で、無色の固体である。イエローケーキの主成分の1つであり、この形態で鉱山から工場まで運ばれる。
八酸化三ウランは、地層環境中で長期の安定性を持つ。酸素の存在下では、酸化ウラン(IV)は八酸化三ウランに酸化され、また酸化ウラン(VI)は500℃以上の温度で酸素を失って八酸化三ウランに還元される。この化合物は、3つの化学過程のいずれかで生成され、いずれの場合でもフッ化ウラン(IV)またはフッ化ウラニル(VI)を中間体とする。通常の環境中で八酸化三ウランはウランの化合物の中で、動力学的、熱力学的に最も安定であり、また天然に存在する形のため、廃棄の際には最も望ましいとされる。粒子密度は、8.3 g/cm3である。
ウラン濃縮の目的では、八酸化三ウランは六フッ化ウランに変換される。

## 固体状態
固体は層状構造であり、層同士は酸素原子で結ばれている。各層は、異なる配位環境のウラン原子を含む。